# Саранский завод «Резинотехника»
Саранский завод Резинотехника — российское предприятие по производству промышленных рукавов. Основная продукция предприятия — гидравлические и промышленные рукава, а также техпластины. Основные потребители продукции — различные отрасли промышленности и сельское хозяйство.

## История предприятия
В 1960 на части бывшей территории совхоза им. Куйбышева состоялся митинг по закладке первого камня комбината в ознаменование 30-летия Мордовской АССР.
В 1965 году цеха первого производства выпустили первую продукцию.
В период 1965—1970 г. предприятие осваивает выпуск следующих видов продукции:
- клиновые ремни в северном исполнении
- рукава с металлооплёткой
- резиновые ковры для автобусов

В период с 1980—1990 г. предприятие занимает ведущие позиции в отрасли, комплектуя такие автогиганты, как «ГАЗ», «ИжМаш», «УАЗ», «ПАЗ», МПС и другие.
Во время своего развития предприятие вело застройку, обеспечивая жильем своих работников, таким образом вокруг предприятия образовался целый район, который впоследствии назвали «Октябрьским». В настоящий момент в данном районе проживает 120 678 человек.
В 1992 году Саранский завод «Резинотехника» был приватизирован. 
В 1993 году акционерами завода было принято решение о создании открытого акционерного общества «Саранский завод «Резинотехника». 
С 2006 по 2011 входил в состав холдинга ОАО «СИБУР — Русские шины».

## Управляющая компания
В 2011 году была создана группа компаний «Рабэкс групп», ставшая крупнейшим в отрасли холдингом, куда кроме Саранского завода «Резинотехника» входит «Курскрезинотехника».

## Производство
В 2013 году рамках инвестиционного проекта «Технологическое перевооружение производства напорных рукавов» на предприятии была запущена новая линия по производству промышленных рукавов.

## Продукция
Предприятие специализируется на производстве следующих видов продукции:
- промышленные рукава
- техническая пластина